# Gran Premi de Bahrain del 2015
El Gran Premi de Bahrain de Fórmula 1 de la temporada 2015 s'ha disputat al circuit de Sakhir, del 17 al 19 d'abril del 2015.

## Resultats de la qualificació
| Pos                  | No | Pilot            | Constructor          | Part 1      | Part 2   | Part 3   | Sortida |
| -------------------- | -- | ---------------- | -------------------- | ----------- | -------- | -------- | ------- |
| 1                    | 44 | Lewis Hamilton   | Mercedes             | 1:33.928    | 1:32.669 | 1:32.571 | 1       |
| 2                    | 5  | Sebastian Vettel | Ferrari              | 1:34.919    | 1:33.623 | 1:32.982 | 2       |
| 3                    | 6  | Nico Rosberg     | Mercedes             | 1:34.398    | 1:33.878 | 1:33.129 | 3       |
| 4                    | 7  | Kimi Räikkönen   | Ferrari              | 1:34.568    | 1:33.540 | 1:33.227 | 4       |
| 5                    | 77 | Valtteri Bottas  | Williams-Mercedes    | 1:34.161    | 1:33.897 | 1:33.381 | 5       |
| 6                    | 19 | Felipe Massa     | Williams-Mercedes    | 1:34.488    | 1:33.551 | 1:33.744 | 6       |
| 7                    | 3  | Daniel Ricciardo | Red Bull-Renault     | 1:34.691    | 1:34.403 | 1:33.832 | 7       |
| 8                    | 27 | Nico Hülkenberg  | Force India-Mercedes | 1:35.653    | 1:34.613 | 1:34.450 | 8       |
| 9                    | 55 | Carlos Sainz Jr. | Toro Rosso-Renault   | 1:35.371    | 1:34.641 | 1:34.462 | 9       |
| 10                   | 8  | Romain Grosjean  | Lotus-Mercedes       | 1:35.007    | 1:34.123 | 1:34.484 | 10      |
| 11                   | 11 | Sergio Pérez     | Force India-Mercedes | 1:35.451    | 1:34.704 |          | 11      |
| 12                   | 12 | Felipe Nasr      | Sauber-Ferrari       | 1:35.310    | 1:34.737 |          | 12      |
| 13                   | 9  | Marcus Ericsson  | Sauber-Ferrari       | 1:35.438    | 1:35.034 |          | 13      |
| 14                   | 14 | Fernando Alonso  | McLaren-Honda        | 1:35.205    | 1:35.039 |          | 14      |
| 15                   | 33 | Max Verstappen   | Toro Rosso-Renault   | 1:35.611    | 1:35.103 |          | 15      |
| 16                   | 13 | Pastor Maldonado | Lotus-Mercedes       | 1:35.677    |          |          | 16      |
| 17                   | 26 | Daniïl Kviat     | Red Bull-Renault     | 1:35.800    |          |          | 17      |
| 18                   | 28 | Will Stevens     | Marussia-Ferrari     | 1:38.713    |          |          | 18      |
| 19                   | 98 | Roberto Merhi    | Marussia-Ferrari     | 1:39.722    |          |          | 19      |
| 107% temps: 1:40.502 |    |                  |                      |             |          |          |         |
| —                    | 22 | Jenson Button    | McLaren-Honda        | Sense temps |          |          | 201     |
| Font:                |    |                  |                      |             |          |          |         |

Notes
- ^1  – Jenson Button va rebre permís dels comissaris per disputar la cursa tot i no haver disputat la qualificació.

## Resultats de la Cursa
| Pos   | No | Pilot             | Constructor          | Voltes | Temps / Retirada   | Pos.Sortida | Punts |
| ----- | -- | ----------------- | -------------------- | ------ | ------------------ | ----------- | ----- |
| 1     | 44 | Lewis Hamilton    | Mercedes             | 57     | 1h 35' 05. 809     | 1           | 25    |
| 2     | 7  | Kimi Räikkönen    | Ferrari              | 57     | + 3.380 s          | 4           | 18    |
| 3     | 6  | Nico Rosberg      | Mercedes             | 57     | + 6.033 s          | 3           | 15    |
| 4     | 77 | Valtteri Bottas   | Williams-Mercedes    | 57     | + 42.957 s         | 5           | 12    |
| 5     | 5  | Sebastian Vettel  | Ferrari              | 57     | + 43.989 s         | 2           | 10    |
| 6     | 3  | Daniel Ricciardo  | Red Bull-Renault     | 57     | + 1:01.751 min.    | 7           | 8     |
| 7     | 8  | Romain Grosjean   | Lotus-Mercedes       | 57     | + 1:24.763 min.    | 10          | 6     |
| 8     | 11 | Sergio Pérez      | Force India-Mercedes | 56     | + 1 Volta          | 11          | 4     |
| 9     | 26 | Daniïl Kviat      | Red Bull-Renault     | 56     | + 1 Volta          | 17          | 2     |
| 10    | 19 | Felipe Massa      | Williams-Mercedes    | 56     | + 1 Volta          | 6           | 1     |
| 11    | 14 | Fernando Alonso   | McLaren-Honda        | 56     | + 1 Volta          | 14          |       |
| 12    | 12 | Felipe Nasr       | Sauber-Ferrari       | 56     | + 1 Volta          | 12          |       |
| 13    | 27 | Nico Hülkenberg   | Force India-Mercedes | 56     | + 1 Volta          | 8           |       |
| 14    | 9  | Marcus Ericsson   | Sauber-Ferrari       | 56     | + 1 Volta          | 13          |       |
| 15    | 13 | Pastor Maldonado  | Lotus-Mercedes       | 56     | + 1 Volta          | 182         |       |
| 16    | 28 | Will Stevens      | Marussia-Ferrari     | 55     | + 2 Voltes         | 202         |       |
| 17    | 98 | Roberto Merhi     | Marussia-Ferrari     | 54     | + 3 Voltes         | 19          |       |
| Ret   | 33 | Max Verstappen    | Toro Rosso-Renault   | 34     | Prob. Elèctrics    | 15          |       |
| Ret   | 55 | Carlos Sainz, Jr. | Toro Rosso-Renault   | 29     | Rodes              | 9           |       |
| DNS   | 22 | Jenson Button     | McLaren-Honda        | 0      | Unitat de potència | —3          |       |
| Font: |    |                   |                      |        |                    |             |       |

Notes
^2  – Pastor Maldonado va rebre una penalització de 5 segons per alinear-se incorrectament a la graella de sortida

^3  – El McLaren de Jenson Button no va poder resoldre els problemes amb el sistema de recuperació d'energia cinètica i va mantenir el monoplaça en els boxs.